# Gustaf Schedin
Gustaf Schedin, född 25 februari 1700 i Stora Skedvi socken, död 30 januari 1744 i Stockholm, var en svensk bokhållare vid Insjö kopparverk i Åls socken i Dalarna och ledare av dalupproret 1743. 
Gustaf Schedin var son till bonden Gustaf Christophersson. Han tog som ung tjänst hos Christopher Polhem och därefter redan som sextonåring utskriven till soldat under Stora nordiska kriget. Efter att ha återkommit från fälttåget i Norge tog han avsked och etablerade sig som bergsman i Falun. Han uppnådde en viss ställning genom ett förmånligt giftermål och lyckade affärer, men hans affärer gick snart sämre, och han lockades av värvare till att ansluta sig till Fredrik Vilhelm I av Preussens garde, varifrån han dock snart rymde och återvände till Sverige för att bli bokhållare vid Insjöns kopparverk i Åls socken. Redan vid dalupprorets början uppträdde han som en av rörelsens ledare och var en av dem som mera märkbart bidrog till att utforma rörelsens program. Kort därefter, i juni 1743, framstod han också som den erkände anföraren. Han hade mod och begåvning, men saknade egentlig organisationsförmåga, och sedan händelseutvecklingen komplicerades blev hans tillkortakommanden som ledare allt tydligare, och han tvingades överlämna Vilhelm Gustaf Wrangel. Under de kritiska dagarna i Stockholm, då han för övrigt visade sig ganska vacklande och tveksam, var Schedin praktiskt taget skjuten åt sidan.
Han gifte sig 1723 med Anna Andersdotter och var vid ett senare tillfälle gift med Margareta Larsdotter. Han hade sonen Christofer Gustafson Svensk (född 1726). Han blev dömd till kvalificerat dödsstraff och avrättades 1744. 